# Naruto - La leggenda dei ninja coraggiosi
Naruto - La leggenda dei ninja coraggiosi (NARUTO―ナルト―:ド根性忍伝?, Naruto: Dokonjō Ninden) è un romanzo uscito nel 2010 in Giappone, pubblicato in Italia nel 2013, ispirato all'omonimo manga scritto e disegnato dal mangaka Masashi Kishimoto. Nel manga questo libro è scritto da Jiraiya e verrà letto da Minato Namikaze, dal quale prenderà il nome del protagonista e lo darà al proprio figlio. Successivamente lo stesso Naruto leggerà il romanzo. Nella realtà fittizia della serie, è il primo libro scritto dal ninja supremo il quale, tuttavia, ha riscosso poco successo nel suo mondo. Può quindi essere considerato uno pseudobiblion.
All'interno appaiono diverse immagini appartenenti al fumetto.

## Trama
La città di Ton, un tempo unita con Kon viene rasa al suolo da una tecnica proibita capace di spostare un'intera montagna. Contemporaneamente a Shuku scompare il ninja Renge, toccherà ai suoi ex compagni Naruto e Tsuyu recuperarlo aiutati da Nikaku.

### Capitoli
- Prologo – «Mi chiamo»
- Capitolo 1 – Missioni
- Capitolo 2 – Schema a tre?
- Capitolo 3 – A ciascuno la propria guerra
- Capitolo 4 – La fine di questo mondo
- Capitolo 5 – Un ninja che non si arrende
- Epilogo – Un giorno, senz'altro

## Geografia
Il romanzo si svolge in un universo immaginario diverso da quello abituale di Naruto ma ha in comune le tecniche ninja usate, il tipo di governo e la presenza dei ninja. In questo mondo sono presenti 4 città: le due maggiori Kotsu, a nord, e Shuku, a sud, e le due minori Ton e Kon, le quali si trovano invece a metà strada tra le due città più grandi. 
Un tempo Ton e Kon erano un'unica città chiamata Konton, ora invece sono divise dal Monte Hyakki.

## Personaggi
- Naruto: jonin della città di Shuku, protagonista del romanzo;
- Tsuyu: jonin della città di Shuku e compagna di Naruto e Renge;
- Renge: jonin della città di Shuku ex compagno di Naruto e Tsuyu, figlio di Kunugi.

Questi tre personaggi hanno vari punti in comune con il trio formato da Jiraiya, Tsunade e Orochimaru.
- Nikaku: ninja della città di Shuku, all'inizio appare sotto le sembianze di un asino, successivamente viene rivelato il suo aspetto umano gigantesco alto oltre 2 metri;
- Shima: ninja della città di Kon, si innamorerà di Naruto;
- Kokage: capovillaggio della città di Shuku;
- Muei: capovillaggio della città di Kotsu;
- Kaosu: capovillaggio della città di Kon.